# Cloudina
Cloudina è un genere di organismi estinti dalle incerte affinità, i cui fossili si rinvengono in terreni che risalgono all'Ediacarano e al Cambriano basale (560 – 530 milioni di anni fa) in gran parte del mondo.

## Descrizione
I fossili rappresentano piccole strutture coniche costituite da “imbuti” infilati l'uno nell'altro. Questi fossili sono di dimensioni variabili, con un diametro compreso tra 0,3 e 6,5 millimetri, e una lunghezza compresa tra 8 e 15 millimetri. Gli imbuti sono costituiti da calcite, ma la composizione minerale originaria rimane sconosciuta. Le pareti del tubo hanno uno spessore compreso tra gli 8 e i 50 micrometri (generalmente tra i 10 e i 25). Ricostruzioni dettagliate in tre dimensioni hanno dimostrato che questi tubi avevano una base aperta, ed è possibile che fossero flessibili. L'aspetto dell'organismo che ha costruito questi tubi, in ogni caso, rimane ignoto.

## Distribuzione e habitat
I cloudinidi hanno una distribuzione geografica molto ampia e sono particolarmente abbondanti in alcuni depositi fossiliferi. È curioso notare come questi fossili non appaiano mai negli stessi livelli che contengono la fauna di Ediacara, costituita da organismi a corpo molle; il fatto che alcune sequenze di strati contengano cloudinidi e fauna di Ediacara in livelli alternati, però, suggerisce che questi gruppi avessero differenti habitat. È stato suggerito che Cloudina vivesse in strati costituiti da microrganismi, e che costruisse nuovi coni per evitare di rimanere seppellito dai nuovi microbi. In ogni caso, non è stato rinvenuto alcun esemplare sepolto in questo tipo di sedimenti, e non è quindi possibile determinare con certezza il modo di vita.

## Classificazione
La classificazione dei cloudinidi non è chiara. Inizialmente considerati esseri vermiformi, affini agli anellidi policheti, questi organismi sono stati in seguito avvicinati agli cnidari (a causa delle strutture simili a coralli). Attualmente vi sono alcuni studiosi che li considerano vermi policheti, mentre altri non propongono un raggruppamento in nessuno dei grandi gruppi noti. Altri studiosi, in passato, li hanno avvicinati al misterioso gruppo degli archeociatidi.

## Importanza paleontologica
I cloudinidi sono importanti nella storia dell'evoluzione degli animali: sono tra i primi e i più abbondanti fossili di quel complesso noto come “piccola fauna dura”, con scheletri mineralizzati, e quindi vengono spesso inseriti nel dibattito riguardante il perché si siano originate strutture rigide nel tardo Ediacarano. Una risposta plausibile a questo problema vede i gusci come una difesa contro i predatori: alcuni esemplari di Cloudina, infatti, portano i segni di molteplici attacchi; ciò suggerirebbe che l'organismo sia sopravvissuto almeno ad alcuni di questi attacchi. È interessante notare come i fossili di Sinotubulites, un organismo che viene spesso rinvenuto negli stessi giacimenti di Cloudina, non presentino segni di predazione; forse i predatori dell'Ediacarano attaccavano già in maniera selettiva; inoltre, questa “corsa alle armi” evolutiva è comunemente citata come una delle cause dell'esplosione del Cambriano, in cui la vita animale si diversificò moltissimo.